# Georges Buchard
Georges Eugène William Buchard (Harfleur, 21 dicembre 1893 – Rouen, 22 gennaio 1987) è stato uno schermidore francese, vincitore di due medaglie d'oro, tre d'argento ed una di bronzo nella scherma ai giochi olimpici.

## Biografia
È il fratello di Gustave Buchard.

## Palmarès
In carriera ha ottenuto i seguenti risultati:
- Giochi olimpici:

Parigi 1924: oro nella spada a squadre.
Amsterdam 1928: argento nella spada a squadre ed individuale.
Los Angeles 1932: oro nella spada a squadre ed argento individuale.
Berlino 1936: bronzo nella spada a squadre.
- Mondiali di scherma

Vichy 1927: oro nella spada individuale.
Vienna 1931: oro nella spada individuale.
Budapest 1933: oro nella spada individuale ed argento a squadre.
Varsavia 1934: oro nella spada a squadre.
Losanna 1935: oro nella spada a squadre.